# 福島交通
福島交通株式會社（日语：／）是一家基地位於福島縣福島市的巴士、鐵路公司。總部位於福島縣福島市東濱町7番8號，包車等部門位於福島縣郡山市向河原町2番23號。

## 概要
福島交通經營福島縣中通地方和濱通北部的一般巴士路線事業、以福島站和郡山站為中心前往各地的高速巴士事業，以及行走於福島站和飯坂溫泉站之間鐵路線，名為飯坂線。
福島交通的前身是在1907年創立的信達軌道。在創立後短時間內合併至雨宮敬次郎的大日本軌道，然後再次設立信達軌道。信達軌道後來電氣化和改變軌距，由輕便鐵路變為電車。而公司名稱改為福島電氣鐵道，後來與飯坂電車後。隨著巴士事業擴大，在1962年改名為福島交通。在1971年，飯坂東線廢止後，在鐵路線後只剩下飯坂線。現時福島交通的主力為巴士業務。
在1970年代，當時以會長「東北之政商」之稱的小針歷二為中心，與福島民報社、福島電台和福島交通為核心，形成了「福島交通集團（小針集團）」。集團經營那須皇家中心和岩瀨牧場等休閒事業、房地產事業、運輸業和造酒業等業務，集團規模擴大。該大型企業集團後來由小針曆二的長子小針美雄擔任福島交通社長。直至1997年前，公司一直是小針歷二、美雄的家族生意，家族生意一直經營20數年。
隨著機動化的進展。在1980年代起虧損路線一直增加，在1980年初開始業務低迷。另外，在泡沫景氣下，公司不合理的多元化經營使負受巨額債務。在1986年，公司與子公司福島交通不動產合併，而債務由福島交通不動產鄉繼承。而交通事業部門由新成為的「新福島交通」繼承，同年中「新福島交通」改名為（新）「福島交通」。福島交通不動產後來改名為F·R·E，並出售所有房地產，最後在1999年申請自我破產。
而本體福島交通在近年由於公司服務地區過疏化，巴士和列車需求下降。巴士事業在放鬆管制後，與其他公司競爭激烈化，使公司收益有所惡化。另外，中途離職的數目比公司預計的還要多。遣散費的債務達到數億日圓，使財務狀況日漸惡化。在2008年，儘管一開始就被認為要進行法律安排，在2月時候由國家和縣取得補貼（約1億6千萬日圓），使延期至3月上旬才舉行為了公司創立100周年紀念，子公司開辦從福島機場前往夏威夷的旅行團活動。但是，中途離職者支付遣散費的時限是在2008年4月11日，適用於在東京地方裁判所申請公司更生法。
後來，在經營共創基盤的支持下。在2009年1月31日決定進行公司重組計劃，在同年5月31日重組手續完成。在同年，公司成為Michinori控股旗下公司，該Michinori控股是由經營共創基盤出資的控股公司。以試圖重建業務。
他來巴士路線進行重組，引入了自家的巴士IC卡。另外每年公司透過不同策略使業績有所上升，現時公司獲得盈利。
另外，公司鐵路部門飯坂線在2014年度的營業係數是83.0，在中小型私鐵中取得較好業績。公司收入為4億9921萬日圓，支出為4億1412萬日圓，盈利為8509萬日圓。

## 歷史

### 成立至1950年代
- 1907年（明治40年）8月1日 - （舊）信達軌道成立。
- 1908年（明治41年）
  - 4月14日 - 信達軌道 福島停車場前至十綱（後來為飯坂、湯野町）之間，本社前（後來為聖光學院前）至長岡停車場前（後來伊達站前）之間開業。
  - 7月13日 - 軌道線 長岡至保原之間開業。
  - 7月28日 - 信達軌道與7間合併，成立大日本軌道。信達軌道成為該公司的福島分社。
- 1910年（明治43年）1月2日 - 軌道線 保原至梁川之間開業，6月18日遷移與延長至梁川站。
- 1911年（明治44年）4月8日 - 軌道線 保原至掛田之間開業。
- 1915年（大正4年）12月13日 - 軌道線 川俁至掛田之間開業。
- 1917年（大正6年）9月6日 - （新）信達軌道成立。
- 1918年（大正7年）
  - 1月8日 - 信達軌道繼承大日本軌道福島分社所有事業。
  - 10月13日 - 自動車線 川俁至松川之間開業。
- 1922年（大正11年）
  - 4月17日 - 軌道線 保原至桑折之間開業。
  - 5月19日 - 機車發生火災，使鎌田村周邊也發生火災。
- 1926年（大正15年）1月 - 信達軌道改名為福島電氣鐵道。
- 1926年（大正15年）
  - 4月6日 - 軌道線 福島至伊達至飯坂（湯野）之間 電氣化開通。
  - 11月6日 - 軌道線 伊達至保原之間 電氣化開通。
  - 12月2日 - 軌道線 保原至掛田之間 電氣化開通。
  - 12月21日 - 軌道線 保原至梁川之間 電氣化開通。
- 1927年（昭和2年）
  - 6月28日 - 軌道線 保原至桑折之間，掛田至川俁之間 廢止。
  - 10月1日 - 福島電氣鐵道與飯坂電車合併。福島至飯坂溫泉之間名為飯坂西線，福島站前至長岡至湯野町之間名為飯坂東線。
- 1930年（昭和5年）11月11日 - 在保原町（日语：保原町）（現時：伊達市）開設自動車營業所。
- 1931年（昭和6年）8月31日 - 福島至藤田之間開設巴士路線。
- 1938年（昭和13年）
  - 7月11日 - 長岡電車車廠發生火災。
  - 7月15日 - 福島市內開設巴士路線。
- 1943年（昭和18年）8月12日 - 由於國家政策，12間巴士公司合併至福島電氣鐵道。
- 1945年（昭和20年）3月1日 - 飯坂西線適用於地方鐵道法（日语：地方鉄道法）並開始營業。

### 1960 - 1970年代
- 1961年（昭和36年）
  - 10月1日 - 福島市內的巴士車輛開始一人控制。
  - 7月20日 - 福島電氣鐵道巴士公司與福島縣南交通合併。
- 1962年（昭和37年）
  - 1月18日 - 福島交通觀光株式會社成立。
  - 7月12日 - 福島電氣鐵道改名為福島交通。
- 1967年（昭和42年）9月16日 - 飯坂東線 聖光學院前至湯野町之間廢止。
- 1968年（昭和43年）5月23日 - 福島交通不動產株式會社成立。
- 1969年（昭和44年）
  - 7月10日 - 特急巴士「會津若松 - 郡山 - 平線」開始運行。路線途經國道49號（日语：国道49号）。
  - 大型休閒設施「那須皇家中心（日语：那須ロイヤルセンター）」開業。
- 1971年（昭和46年）
  - 4月12日 - 飯坂東線全線廢止。
  - 10月1日 - 福交整備株式會社成立。
- 1975年（昭和50年）3月31日 - 株式會社福島交通廣告代理商（現時：福Ad）を設立。

### 1980年代
- 1986年（昭和61年）
  - 7月9日 - 新福島交通成立[1]。
  - 10月1日 - 福島交通的鐵路和巴士部門分離至新福島交通。
  - 12月12日 - 新福島交通改名為福島交通。
- 1987年（昭和62年）5月29日 - 隨著福島縣立醫科大學遷移，開設連接福島市內、桑折町、梁川町（日语：梁川町）（現：伊達市）各方向與該大學的巴士路線，一共14條路線。
- 1988年（昭和63年）
  - 4月1日 - 於5條一般巴士路線中引入自由上落（日语：フリー乗降制）方式。該5條路線行走於船引町（日语：船引町）（現時：田村市）、三春町內。
  - 7月1日 - 隨著阿武隈急行線福島至丸森之間延伸開業，沿線地區的巴士班次重組。
- 1989年（平成元年）11月25日 - 定期觀光巴士「白鳥號」開始運行，只於冬季運行。

### 1990年代
- 1990年（平成2年）11月6日 - 巴士路線初乘車費加價（130日圓→140日圓）。
- 1992年（平成4年）
  - 3月10日 - 與近畿日本鐵道（現時：近鐵巴士（日语：近鉄バス））聯營，「銀河號（日语：ギャラクシー号）」福島至大阪線開始運行。福島交通首次設有夜行高速巴士路線。
  - 3月16日 - 福島市內引入無線巴士位置系統（日语：バスロケーションシステム）和磁式巴士卡（日语：バスカード）系統。
- 1993年（平成5年）3月 - 特急巴士「郡山 - 福島機場線」開始運行。福島交通首次設有機場利木津巴士。當初郡山一方的起終點是「濱松酒店」，路線途經東北自動車道。
- 1994年（平成6年）12月1日 - 高速巴士「福島 - 磐城線（日语：福島 - いわき線）」開始運行[7]。
- 1995年（平成7年）
  - [[3月18日 - 行走於郡山站前 - 岳溫泉（日语：岳温泉）之間開設直通穿梭巴士「湯·Ra·Ra號」。成人單程1000日圓（隨著利用人次減少而取消）。
  - 3月21日 - 巴士路線初乘車費加價（140日圓→150日圓）。
- 1996年（平成8年）
  - 1月20日 - 特急巴士「會津若松 - 郡山 - 磐城線（日语：会津若松 - 郡山 - いわき線）」改經磐越自動車道。
  - 3月22日 - 高速巴士「福島 - 會津若松線（日语：仙台空港 - 福島 - 会津若松線）」開始運行。
- 1997年（平成9年）6月1日 - 巴士路線初乘車費加價（150日圓→160日圓）。
- 1998年（平成10年）7月18日 - 高速巴士「阿武隈號（日语：あぶくま号）」福島至新宿線開始運行。與JR巴士關東、JR巴士東北聯營。
- 1999年（平成11年）
  - 3月16日 - 高速巴士「仙台 - 福島線（日语：仙台 - 福島線）」、「福島 - 郡山線（日语：福島 - 郡山線）」開始運行。
  - 4月1日 - 隨著JR巴士東北相馬海岸線取消，受到相馬市的委托。開設松川浦（日语：松川浦）循環線、南菅谷線的市町村生活替代巴士。
  - 4月1日 - 距離福島、郡山兩站1公里範圍內，巴士的初乘車費減至100日圓。
  - 4月10日 - 開設福島站東口至花見山公園（日语：花見山公園）之間直通巴士，只於春季限定行走。
  - 8月 - 福島分社、郡山分社引入8架小型One Step巴士（日语：ワンステップバス）（三菱KC-MJ218FVF）。
  - 9月18日 - 縣內與其他巴士公司共同開設「Eco定期票」服務。
  - 11月1日 - 福島商工會議所進行試驗事業，開設免費巴士「莫莫林號」。實驗期間只進行至2000年（平成12年）1月9日。

### 2000年代
- 2000年（平成12年）
  - 3月15日 - 高速巴士「仙台 - 郡山線（日语：仙台 - 郡山線）」開始運行。
  - 「那須皇家中心」結業（廢業）
- 2001年（平成13年）
  - 4月2日 - 於郡山站前到發的8條一般巴士路線開始可以使用巴士IC卡（日语：バスICカード (福島交通)）。同年10月1日起，擴大至郡山市內所有一般路線大。
  - 10月1日 - 夜行高速巴士「銀河號」中，開始使用雙層巴士。
  - 10月1日 - 一般巴士路線的最高車費限制為1,000日圓（成人）。同日，開始試驗運行從福島站東出口出發的市內循環線（100日圓巴士），隨後實施日期延長直至現時還在繼續行走。
- 2002年（平成14年）4月1日 - 靈山町（日语：霊山町）（現時：伊達市）內4條巴士路線取消，由該同町運行的町營巴士接管。
- 2003年（平成15年）
  - 9月10日 - 福島市內開始使用公共車輛優先系統（日语：公共車両優先システム） (PTPS) 。
  - 12月1日 - 高速巴士「福島 - 仙台機場線」開始運行。與宮城交通（日语：宮城交通）、JR巴士東北聯營（隨著使用人次減少，於2004年6月30日取消）。
  - 12月1日 - 與日本郵政公社共同開設「等待巴士前往郵局服務」（二本松市）。
  - 6月12日 - 高速巴士 福島 - 山形線「桃子Liner（日语：ピーチライナー (高速バス)）」開始運行。與山形高速巴士（日语：山交バス (山形県)）（當時）聯營（隨著使用人次減少，於2004年10月31日取消）。
- 2004年（平成16年）
  - 3月20日 - 高速巴士「郡山 - 新潟線（日语：郡山 - 新潟線）」開始運行。
  - 9月1日 - 福島市內·蓬萊團地循環巴士在當時起開始運行，直至同年11月30日試驗運行。
  - 10月1日 - 在新地町內的3系統和大玉村內的2系統廢止，在該町、村內再沒有一般巴士路線。
  - 11月 - 福島機場 - 東武日光站、鬼怒川溫泉線，福島機場 - 那須溫泉（日语：那須温泉郷）、鹽原溫泉（日语：塩原温泉郷）線開始試驗運行（但是在2005年11月提早結束運輸，當初預定在2006年3月）
- 2005年（平成17年）
  - 1月 - 福島交通的總部功能從福島市太田町遷移至現時的總站。
  - 3月14日 - 為了紀念創業100周年活動，公開招募了新的包車巴士設計。
  - 10月14日 - 高速巴士「福島 - 成田機場線」開始運行。與千葉交通（日语：千葉交通）聯營，每日4往返班次。
- 2006年（平成18年）
  - 4月1日 - 在葛尾村內的2路線取消，該村內再沒有一般巴士路線。
  - 4月 - 南相馬市原町區內部分路線轉讓至新常磐交通（日语：新常磐交通）。
  - 7月25日 - 高速巴士「安達號（日语：あだたら号）」郡山 - 新越谷之間開始運行。
  - 10月1日 - 巴士路線實施時間表修正，許多巴士路線取消，行經路線變更。
  - 12月15日 - 取消在2001年10月實施的一般巴士路線車費上限限制。同日，在福島市平野車廠遺蹟開設福島高速巴士總站（日语：福島高速バスターミナル）。
- 2007年（平成19年）
  - 5月10日 - 高速巴士「福島 - 磐城線（日语：福島 - いわき線）」引入預約制度。
  - 7月1日 - 取消高速巴士「福島 - 成田機場線」的福島交通班次。只有千葉交通運行。
  - 10月1日 - 高速巴士「福島 - 郡山線」、「安達號」、「福島 - 仙台」、「福島 - 磐城線」、「會津若松 - 郡山 - 磐城線」實施時間表修正。同日，行走於石川站至上遠野（日语：遠野町 (福島県)）之間的巴士路線取消。前往磐城市的巴士路線取消。
  - 10月20日、10月21日 - 為了紀念福島市市制實行100周年而設的活動，「町中循環線（東口迴）」使用福島交通首架日野汽車製Poncho（日语：日野・ポンチョ）。
  - 11月3日、11月4日 - 為了紀念福島市市制實行100周年而設的活動，開設「町中循環（西口迴）」。
  - 12月1日 - 夜行高速巴士「銀河號」於福島一方的起終點延長至福島高速巴士總站。
- 2008年（平成20年）
  - 1月16日 - 由於油價高漲等理由，提高了一般巴士路線（只有部分路線）的車費，以及郡山至福島機場系統的車費。
  - 4月11日 - 申請公司更生法（日语：会社更生法）。
  - 7月10日 - 「銀河號」實施時間表修正。
  - 9月20日 - 首次設有巴士之日（日语：バスの日）紀念活動「福島巴士節」。
- 2009年（平成21年）
  - 1月27日 - 首次引入4架日野汽車製和五十鈴製巴士（一般巴士路線），當中福島分社2架，郡山分社1架，須賀川1架。
  - 1月31日 - 決定進行公司更生計劃。
  - 3月31日 - 現存公司減資100%，由Michinori控股（日语：経営共創基盤）出資7億日圓，成為該公司的100%子公司。
  - 4月1日 - 取消本宮市內2路線，該市內再沒有一般巴士路線。
  - 5月31日 - 公司更生手續完成。
  - 9月29日 - 引入2架新的包車巴士（福島分社和郡山分社分別引入1架）。
  - 10月1日 - 巴士路線實施時間表修正。
  - 10月30日 - 引入3架高速巴士車輛（福島分社2架，郡山分社1架）。

### 2010年代
- 2010年（平成22年）
  - 5月6日 - 發表在同年秋天，縣內一般巴士路線引入新的巴士IC卡（自治體巴士磁式卡）。
  - 8月25日 - 高速巴士「安達號」開始駛入浦和美園站。
  - 10月30日 - 引入新巴士IC卡「NORUCA（日语：NORUCA）」[8]。同時期的巴士翻新車費箱（日语：運賃箱）、車費顯示器（日语：運賃表示器）、整理券（日语：乗車整理券）發券器。
- 2011年（平成23年）
  - 4月15日 - 高速巴士開始停靠東北自動車道二本松巴士站（日语：二本松インターチェンジ#二本松バスストップ）[9]。
  - 5月23日 -  與岩手縣北自動車（日语：岩手県北自動車），行走於郡山、福島至盛岡之間的高速巴士開始定期運行（於8月31日結束營運）。
- 2013年（平成25年）7月4日 - 與名鐵巴士（日语：名鉄バス）聯營，行走於郡山、宇都宮至名古屋之間的夜行高速巴士開始運行。
- 2014年（平成26年）
  - 4月 - 隨著增加消費稅，增加鐵路和巴士車費。
  - 6月 - 二本松營業所的建築物重建[10]。
- 2015年（平成27年）
  - 1月 - 船引出張所的建築物重建[10]。
  - 4月1日 - 飯坂線引入IC卡「NORUCA」[11][12]。高速巴士「安達號」1往返班次駛入佐野高級OUTLET（日语：佐野プレミアム・アウトレット）。在福島縣內的車站可上落客。
  - 11月 - 相馬營業所的建築物重建[10]。
- 2016年（平成28年）
  - 11月1日 - 郡山、宇都宮 - 名古屋之間的夜行高速巴士延長福島。
  - 11月14日 - 高速巴士 福島 - 會津若松線中，由會津乘合自動車負責的部分班次延長至仙台機場。
  - 12月9日 - 高速巴士 相馬、新地 - 仙台線在當日起結束運行。
- 2017年（平成29年）
  - 2月 - 川俁出張所的建築物重建[10]。
  - 3月18日 - 高速巴士「安達號」駛入至佐野高級OUTLET共有2往返班次。
  - 4月1日 - 當日實施時間表修正，葛尾村的巴士路線（船引站 - 移 - 落合線）重開[13]。
  - 6月1日 - 高速巴士 仙台 - 福島線中，由福島交通負責的所有班次於福島競馬場到發。中途停靠「福島市政廳（日语：福島市役所）入口」。此外，定期券可在所有區間（福島競馬場前）使用[14]。
  - 6月 - 車內Wi-Fi服務「MICHINORI Free Wi-Fi」開始在所有高速巴士班次，福島機場利木津巴士所有班次，以及部分包車巴士提供服務[15]。
  - 10月1日 - 南相馬 - 川俁、福島之間，相馬 - 靈山、福島之間變為急行巴士，行經路線、時間表、車費、定期券、回數券進行修正[16]。
  - 12月 - 須賀川營業所的建築物重建[10]。
- 2019年（平成31年／令和元年）
  - 3月8日 - 與新常磐交通聯營，郡山站 - 富岡站之間的高速巴士開始試驗運行[17]。
  - 8月1日 - 當日出發班次起，高速巴士「銀河號（日语：ギャラクシー号）」、「安達號（日语：あだたら号）」、「阿武隈號（日语：あぶくま号）」開始停靠於東北自動車道新設的矢吹泉崎巴士站（日语：矢吹泉崎バスストップ）[18]。
  - 10月12日 - 受到颱風海貝思（颱風19號）的影響，使福島縣內發生暴雨。郡山分社擁有的165架巴士車輛中，92架被水淹浸。使市內的巴士路線和高速巴士受到影響[19]。
  - 11月6日 - 福島縣向東京都交通局請求，把11架都營巴士無償轉讓給郡山分社[20][21]。
  - 11月22日 - 當日起，郡山站 - 富岡之間的高速巴士結束試驗[22][23]。
  - 12月11日 - 受東日本颱風使暫停服務的高速巴士福島 - 郡山線（日语：福島 - 郡山線）[24] 中，發表不再重開路線[25]。這是由於在颱風吹襲後，不可以與鐵路競爭[25]。

### 2020年代
- 2020年（令和2年）
  - 6月 - NHK連續電視小說《歡呼》開始放映，在同年6月20日至9月27日之間的星期六與假日中，開設行走於福島站東出口至古關裕而紀念館之間的直行巴士。可使用現金和1日免費乘車券[26]。

## 鐵路事業

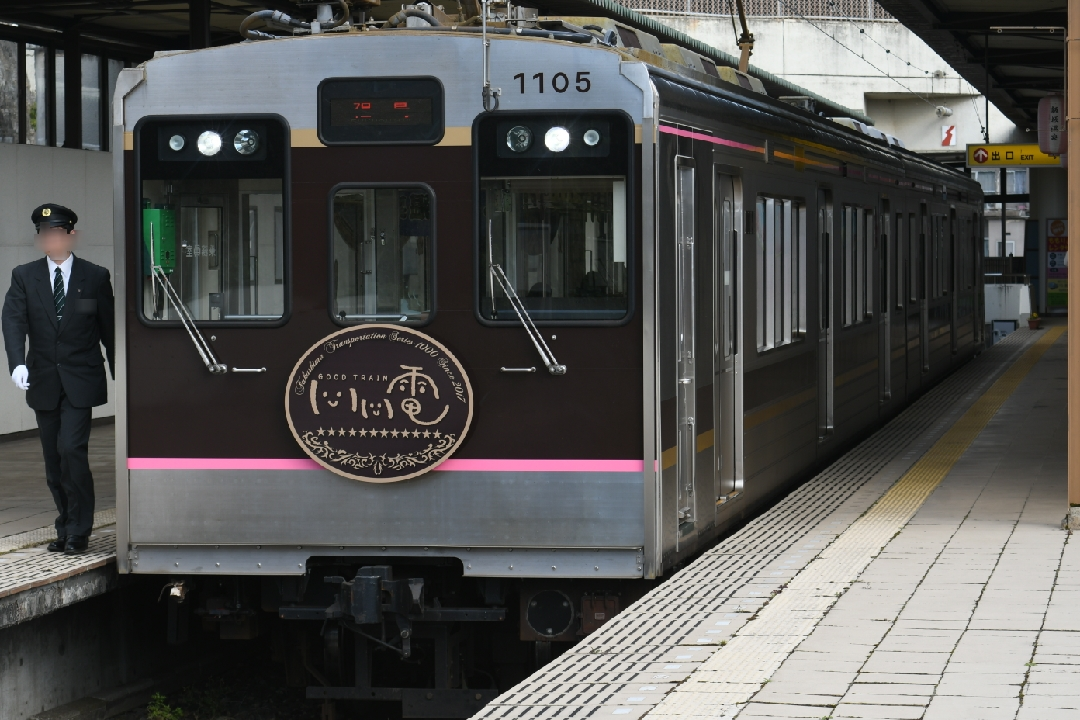
飯坂線 1000系電車

### 路線
| 中文線名 | 日文線名 | 起點 | 終點     | 距離（公里） |
| -------- | -------- | ---- | -------- | ------------ |
| 飯坂線   |          | 福島 | 飯坂溫泉 | 9.2          |

### 車輛
- 1000系電聯車 - 由東急1000系電動列車（日语：東急1000系電車）改裝而成。在2018年（平成30年）11月20日，4輛1000系搬入飯坂線後。在3年計劃下，引入14輛1000系的作業完結。在2019年3月起，共有14輛1000系於飯坂線內運行。而7000系（日语：福島交通7000系電車）電動列車在2019年3月起退出營運[27]。

### 廢止路線
- 飯坂東線（日语：福島交通飯坂東線） - 1971年4月12日全線廢止。

## 巴士事業

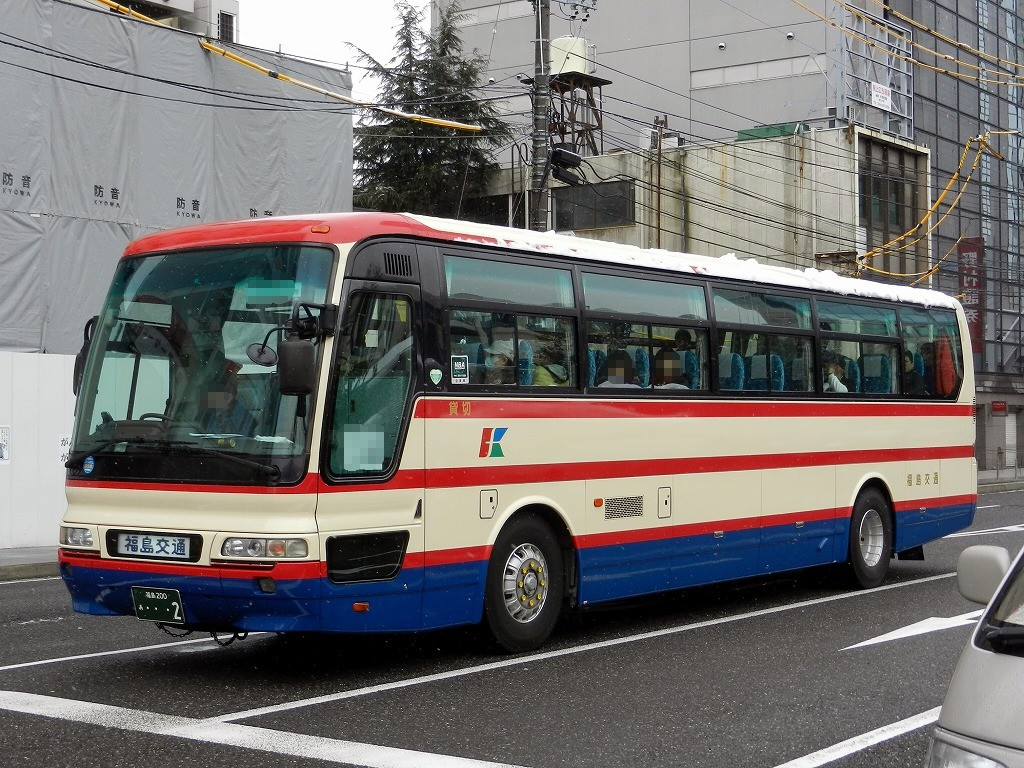
觀光包車

### 路線

#### 一般路線
在1960年代至1970年代後半，巴士路線網絡伸延至中通全區域和濱通北部。在1980年代初，由於使用人次減少，開始較多虧損路線。現時經營巴士事業的開始變得艱難。在虧損路線中變為市町村生活巴士，或者把路線直接取消、縮短，巴士營業所、出張所也進行廢止或合併。在2007年5月，由於油價高漲等原因，使高速巴士車費與回數券發售額均有所提高（部分路線除外）。在同年12月發表在2008年1月起，一般巴士路線等的車費與車費率進行修正。實際在2008年1月16日實行。
有關運行路線參見各營業所條目。

#### 受託巴士路線
- 西鄉村住民巴士
  - 新白河站高原口 - 白河警署（日语：白河警察署） - 谷地中 - 下羽太 - 西鄉公所 - 森之湯 - 新白河站高原出口（北部循環）
  - 新白河站高原出口 - 奧林巴斯前 - 千本櫻入口 - 原中 - 西鄉公所入口 - 南真船 - 新白河站高原出口（南部循環）

#### 高速路線

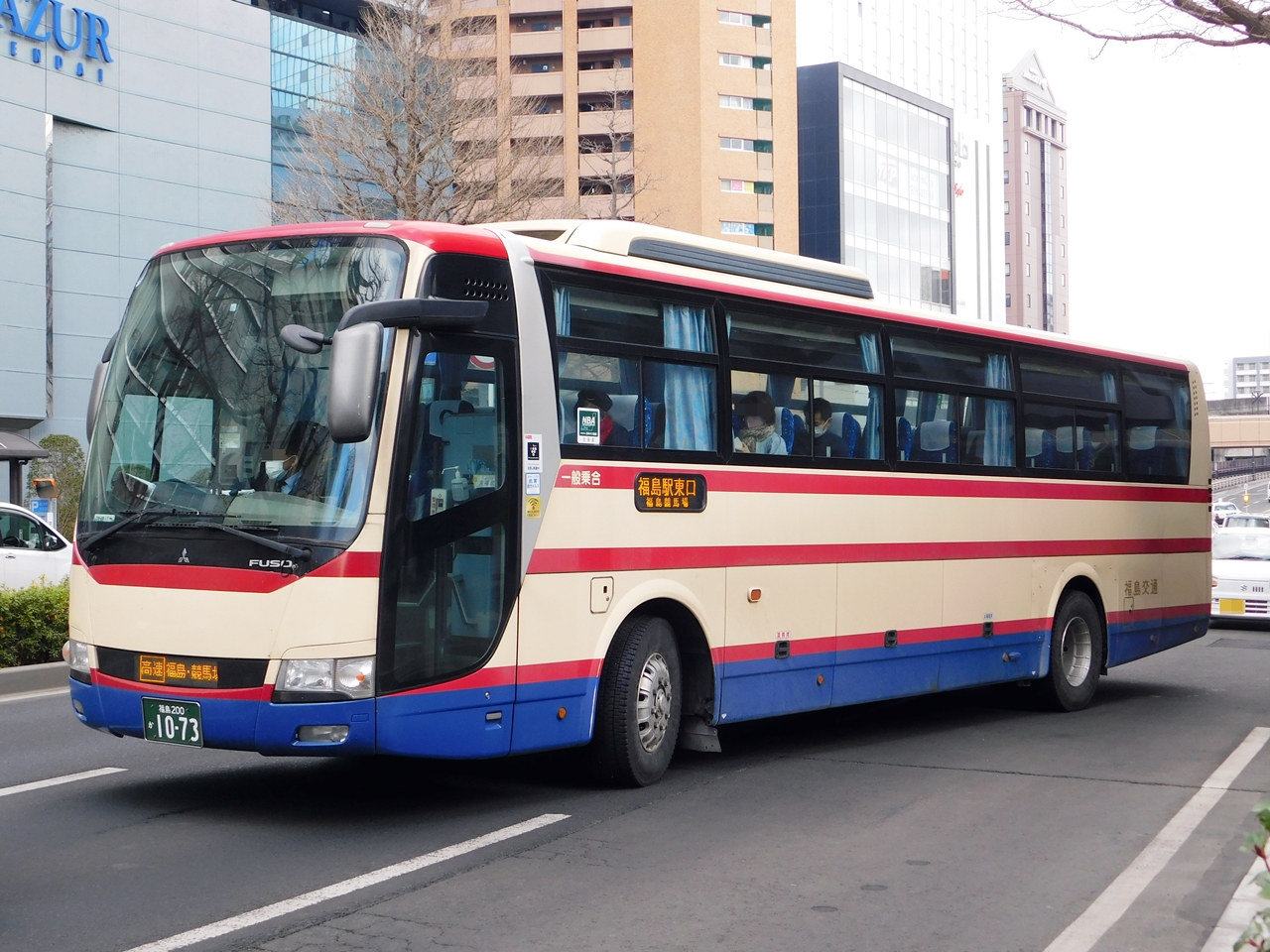
高速バス「福島 - 仙台線」

在1992年，首條高速巴士路線——大阪線「銀河號」開始運行。自從開始開設連接縣內主要地區與首都圈、仙台方向的路線網。高速巴士的經營狀態與一般巴士路線相異，運行班次有所增加，引入高身巴士和雙層巴士，另外加設不同服務，許多乘客都對此好評。
<>內為聯營公司
- 福島 - 仙台線（日语：仙台 - 福島線） <宮城交通（日语：宮城交通）、JR巴士東北>
- 福島 - 磐城、小名濱線（日语：福島 - いわき線） <新常磐交通（日语：新常磐交通）>
- 福島 - 會津若松線（日语：仙台空港 - 福島 - 会津若松線） <會津巴士（日语：会津乗合自動車）>
- 阿武隈號（日语：あぶくま号）（福島、郡山 - 新宿線） <JR巴士關東、JR巴士東北>
- 銀河號（日语：ギャラクシー号）（福島、郡山 - 京都・大阪線） <近鐵巴士（日语：近鉄バス）>
- 須賀川、郡山 - 仙台線（日语：仙台 - 郡山線） <宮城交通>
- 郡山 - 新潟線（日语：郡山 - 新潟線） <新潟交通（日语：新潟交通）>
- 會津若松 - 郡山 - 磐城線（日语：会津若松 - 郡山 - いわき線） <新常磐交通（日语：新常磐交通）、會津巴士（日语：会津バス）>
- 安達號（日语：あだたら号）（郡山 - 新越谷線） <東武巴士中央>
- 福島、郡山、宇都宮 - 名古屋線 <名鐵巴士（日语：名鉄バス）>
關東自動車（日语：関東自動車 (栃木県)）支援栃木縣地區服務。在2016年11月1日起，延長至福島 - 郡山之間[29][30][31]。

過去的路線
- 福島 - 山形線<山形高速巴士>

詳細參見桃子Liner
- 郡山、福島 - 盛岡線 <岩手縣北巴士>
  - 郡山站前 - 二本松巴士站 - 福島站東出口 - 盛岡站西出口 - 廚川站

演變
- 2011年3月26日 - 隨著東日本大震災緊急支援巴士，開始行走於郡山至盛岡線之間。
- 2011年4月1日 - 郡山至盛岡線在當日起停靠二本松巴士站。
- 2011年4月12日 -緊急支援巴士，開始行走於福島至盛岡線。
- 2011年5月22日 - 當日起，緊急支援巴士結束行走。
- 2011年5月23日 - 當日起，定期路線巴士郡山、福島至盛岡線開始運行。並開始駛入廚川站。
- 2011年8月31日 - 當起結束營運。

- 相馬、新地 - 仙台線 <宮城交通>
- 郡山 - 富岡線<新常磐交通>
- 福島 - 郡山線

#### 福島機場到發路線
- 郡山站前 - 中央工業團地 - 福島機場
  - 曾經設有行走於福島站 - （東北自動車道） - 福島機場之間的利木津巴士，以及行走於郡山站 - 須賀川站 - 福島機場之間和石川站 - 福島機場之間的一般巴士路線。

在2004年11月至2005年11月之間，設有從栃木縣到發的福島機場巴士路線。
- 鬼怒川溫泉站、東武日光站、春日町一丁目（今市市，現時：日光市）、山王團地（宇都宮市） - 福島機場（東武巴士日光（日语：東武バス日光）、關東自動車（日语：関東自動車 (栃木県)）聯營）
- 鹽原溫泉（日语：塩原温泉）、那須溫泉 - 福島機場（東野交通、JR巴士關東（日语：ジェイアールバス関東西那須野支店）聯營）

### 車票

#### 巴士卡（磁式、IC）
在1992年3月16日，於福島分社管轄內開始使用無線式巴士位置系統、磁式巴士卡系統。當初只於福島市中心指定路線的中型車使用磁式巴士卡。後來，新巴士IC卡「NORUCA」引入後於2010年8月31日停止發售，在同年9月30日停止使用。
在2001年4月2日，在郡山分社內引入了巴士IC卡。可於郡山站到發的所有路線，以及於郡山市周邊的巴士路線中使用巴士IC卡。在東北地方中，首個巴士公司引入巴士IC卡系統。在全日本巴士公司中，早於東急運輸、道北巴士、山梨交通引入同類系統。另外，福島交通的巴士IC卡不是使用FeliCa技術，而是使用飛利浦發明的非接觸型IC卡「ISO14443 Type-A」，為日本首個交通系IC卡使用該技術，新巴士卡也是使用相同方式。在開始使用「NORUCA」後，巴士IC卡在2010年11月1日停止發售，於翌年2011年7月31日結束使用（在2011年8月31日前，可以不需要手續費下退回卡）。
在2010年10月30日起，為了取代紙製回數券和各巴士卡，引入了新的巴士IC卡「NORUCA」。可於所有福島交通全路線使用（除了高速巴士和部分各市町村的生活巴士除外）。詳情參見「巴士IC卡 (福島交通)#今後」。

#### 回數券、定期券
回數券
除了所有一般巴士路線都可以全日使用（設有11張，10張的價錢，設有數種不同金額、組合銷售）外。還有毎個月1日才可使用的「促進使用巴士·鐵路的專用回數乘車券」（100日圓5張和50日圓4張，以500日圓發賣）。另外設有為指定學校而設的「上學回數券」。
定期券
一般設有「通勤定期券」、「上學定期券」和「通勤上學定期券」。另外，設有「教育訓練時的上學定期券」、「上學單程定期」、「巴士·電車轉乘定期」、65歲以上人可於所有路線使用的「Free Pass」、在星期六、日及假日和平日10時至17時之間下車才可使用的「購物Pass」（可於所有路線使用）。當中Free Pass和購物Pass不可以在高速巴士、機場巴士、市町村生活巴士和飯坂電車中使用。詳細參閱當地定期券指引。另外，5名的團體可購買通勤定期，以及企業團體也可購買「企業定期券」。
高速巴士會津若松 - 郡山 - 磐城線設有定期券。在開始發售時，若松 - 磐城之間已經發售定期券。後來所有全區間的定期券均停止發售。後來隨著新設小野交匯處巴士站，設有到發小野的定期券發售。

### 車輛
在福島交通所有巴士車輛中，由於三菱汽車是福島交通的大股東，因此長年巴士車輛統一由三菱扶桑製造。但是在2009年（平成21年），引入新型巴士，首架巴士是J Bus製（日野、五十鈴）製造的，另外引入二手的UD卡車（當時是日產柴油）車輛，使此福島交通為日本國內擁有4間不同公司的車輛。曾經公司車輛中的普通私家車和輕型貨車中，只可引入Debonair等三菱汽車，現時這限制取消了。
Aero Star的車身由2處地方製造，福島交通選擇由三菱名自（大江工場）製（但是都營巴士的轉讓車輛是由吳羽汽車工業製造）。
在1997年前，公司沒有二手車輛。為了所有車輛都是使用同一公司出產的車輛。在1998年起，開始引入三菱扶桑製造的二手車輛。阿武隈號後備車使用了來自JR巴士關東的Aero Bus，也另外引入了都營巴士的Aero Star（一般巴士路線車輛）。在2009年起，二手車輛中不再只限引入三菱扶桑製的車輛，在一般路線車輛中，有來自東急巴士和關東巴士的巴士車輛。高速路線、包車的中，有來自都自動車的二手車輛。現時引入來自川崎鶴見臨港巴士和京王巴士等，主要以首都圈為中心的巴士公司二手車輛。
在2019年10月，受到颱風海貝思（颱風19號）影響，半數以上的巴士路線車輛被水淹浸因此不能使用。該些巴士來自郡山分社。後來，福島交通從東京都交通局轉讓已退役的11架一般巴士車輛，以無償的方式轉讓。在轉讓後，需要登記車牌號碼，進行車輛維修，以及把車輛翻新塗裝。
高速巴士的車輛有以下類別：
- 銀河號使用Aero King（日语：三菱ふそう・エアロキング）。加班車不會使用上述車型。
- 阿武隈號、安達號、郡山至新潟線，基本上使用設有廁所的Aero Bus新車。
- 縣內外路線，福島空港線主要使用包車改造車，部分使用新車（Aero Bus、Aero Ace）和二手車輛（Gala（日语：いすゞ・ガーラ）等）。

#### 車輛圖像列表

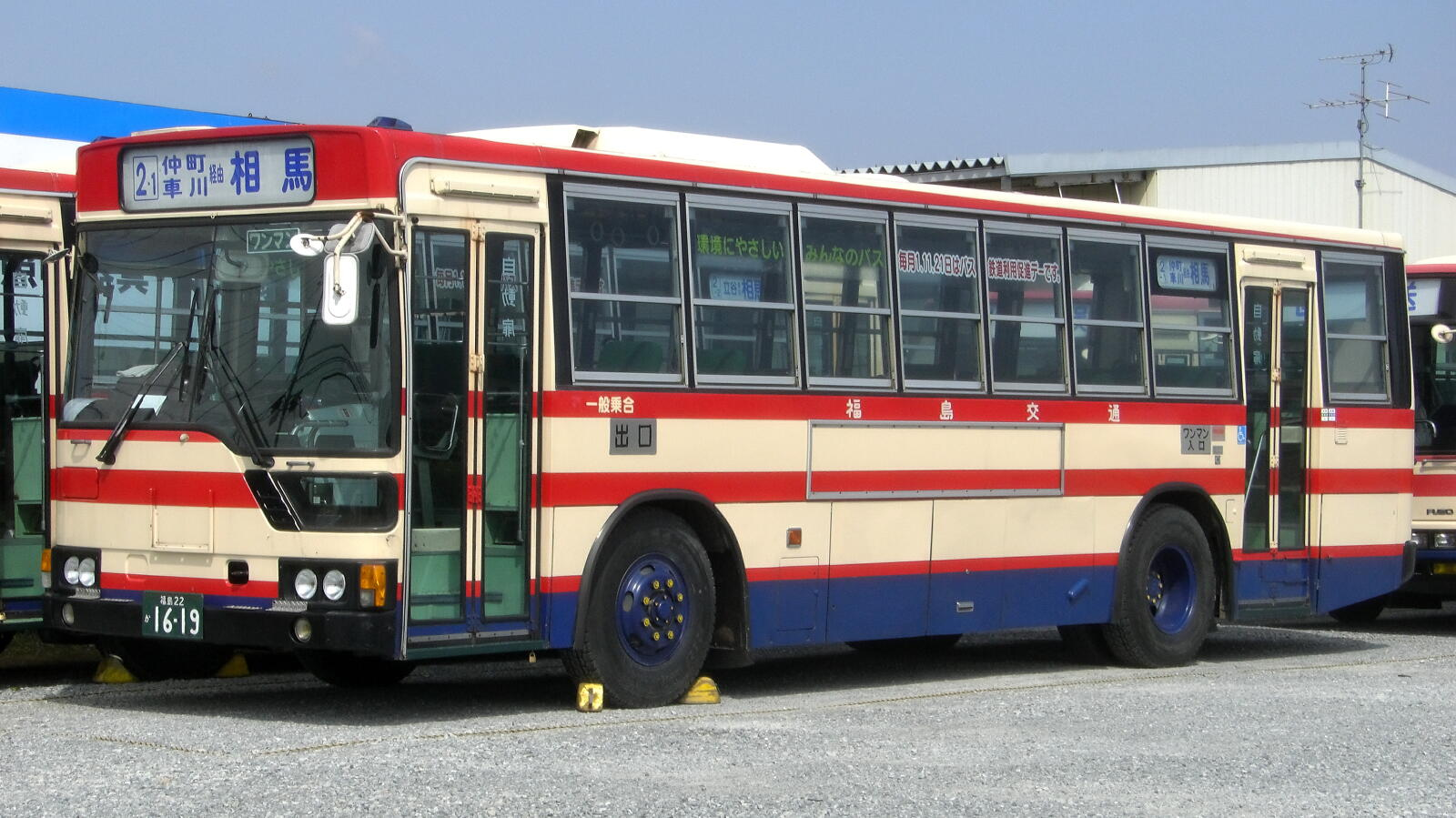
大型一般巴士路線車輛 P-MP218K
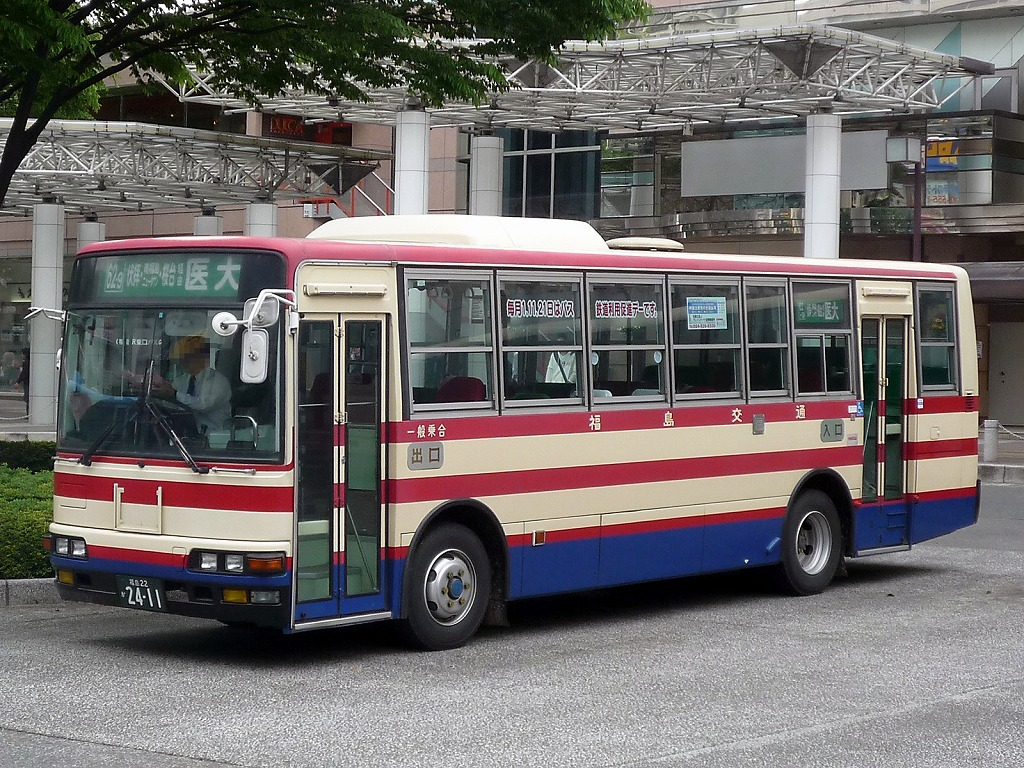
中型一般巴士路線車輛 KC-MK219J
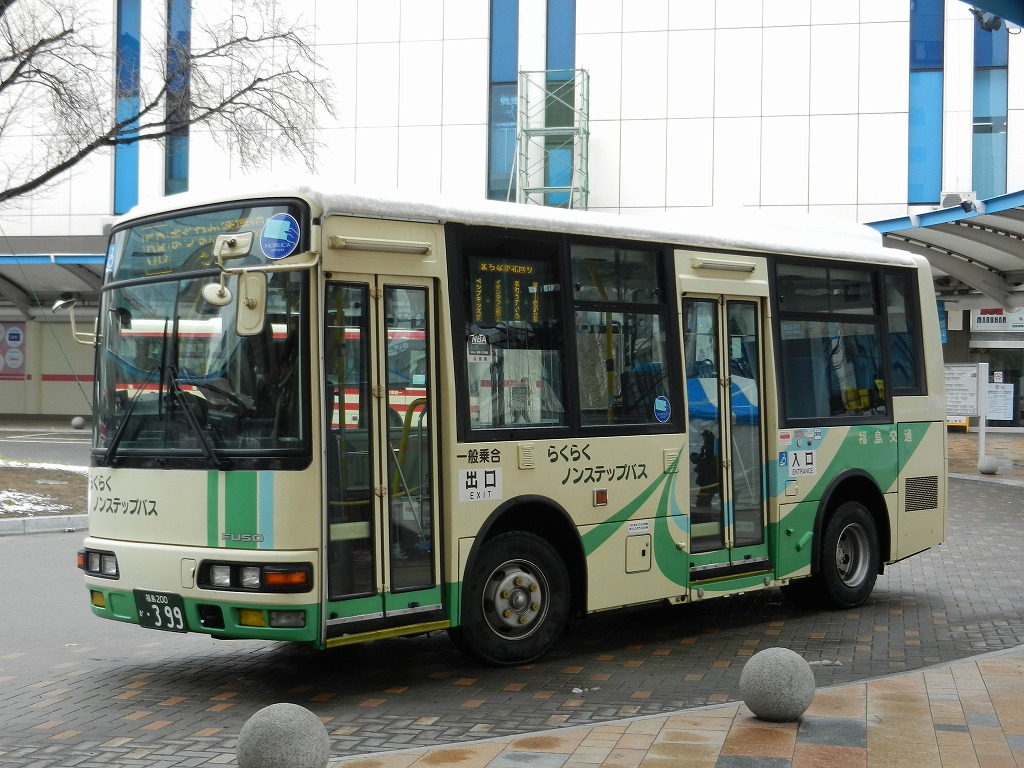
低地台專用色 KK-ME17DF（日语：三菱ふそう・エアロミディME）
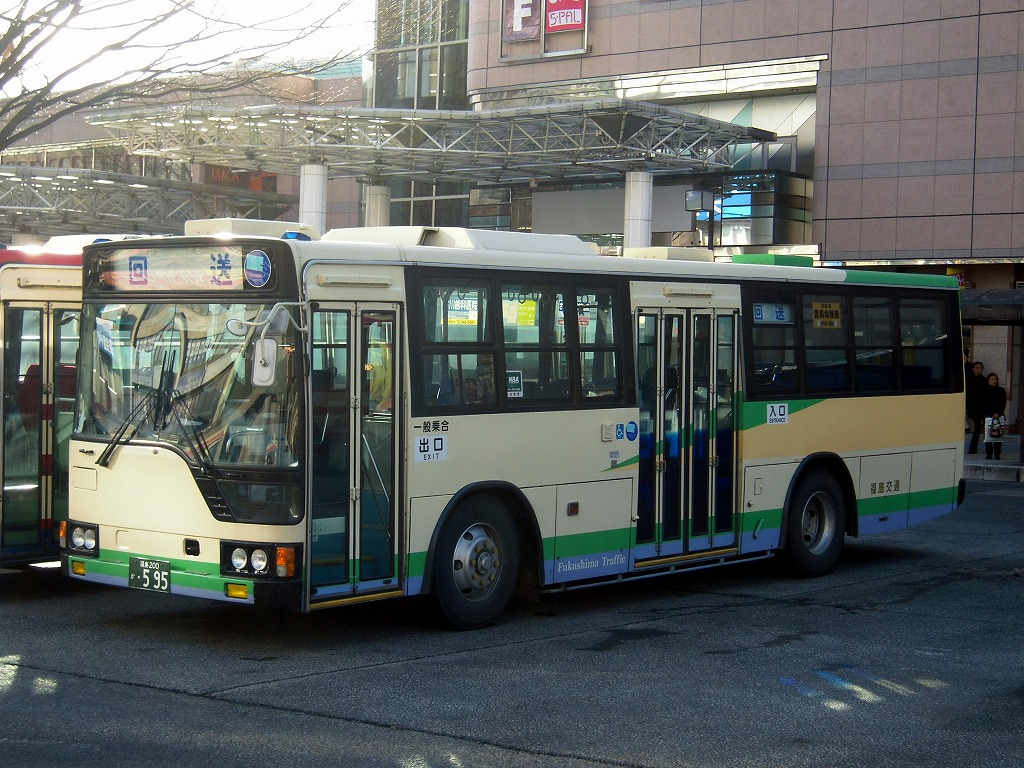
來自都營巴士的二手車輛（1架使用新塗裝）U-MP218K
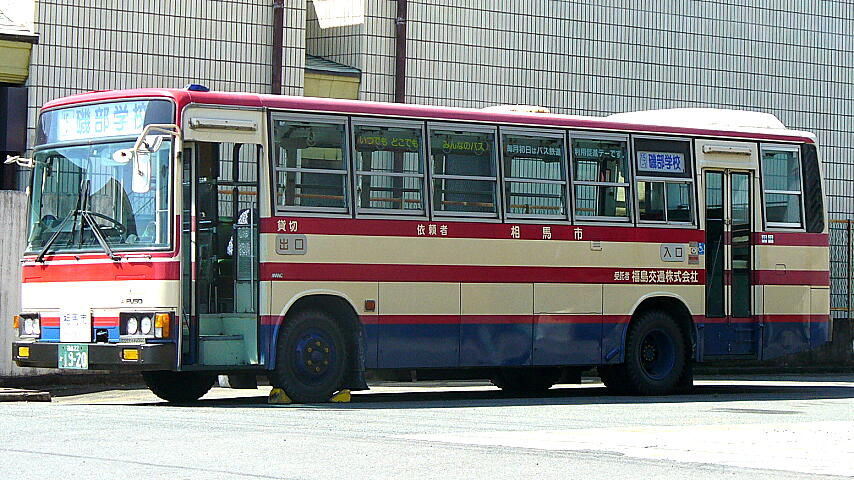
廢止替代巴士（日语：廃止代替バス）車輛 P-MK117J
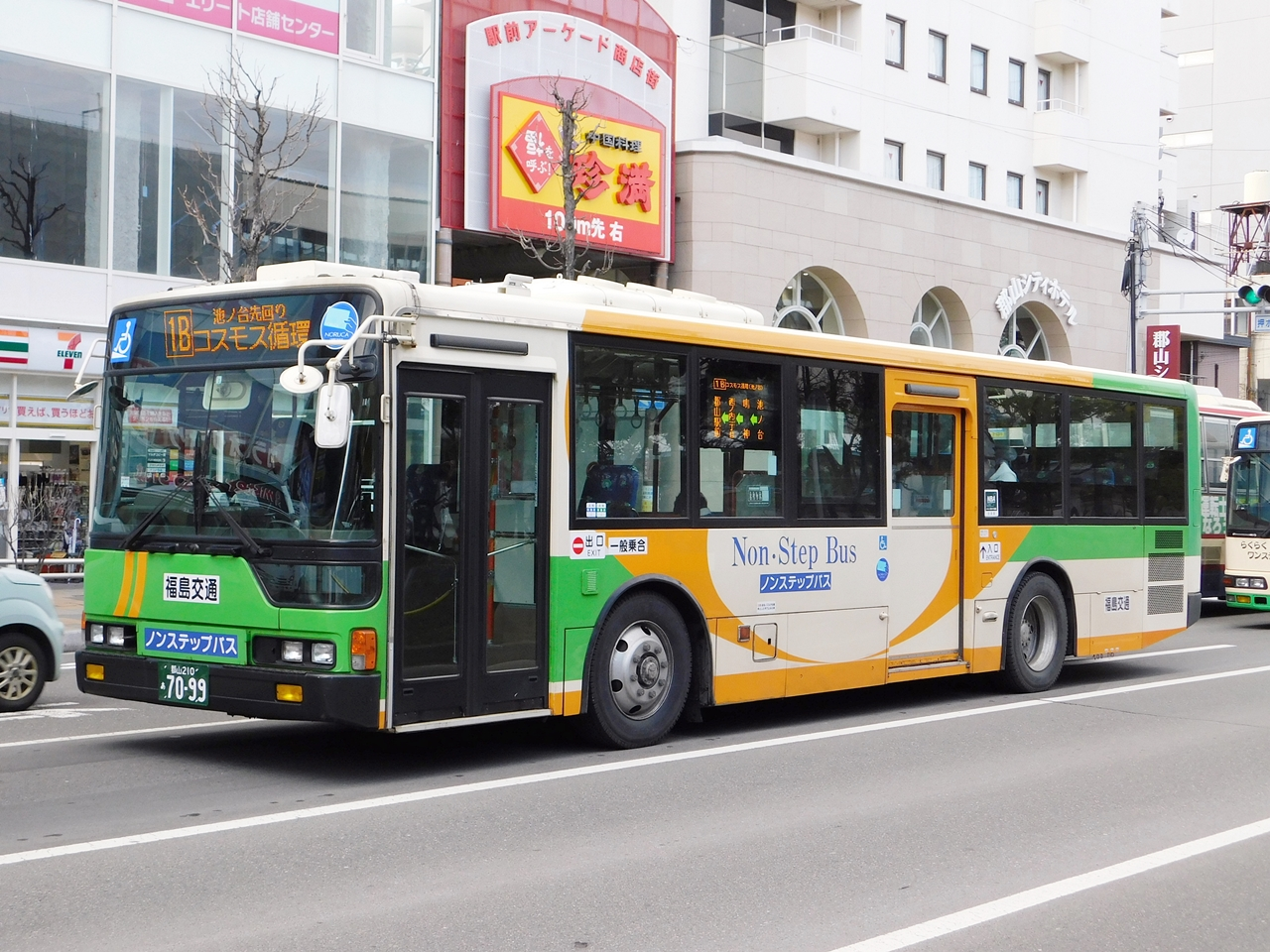
來自都營巴士無償轉讓車輛 KL-MP37JK改
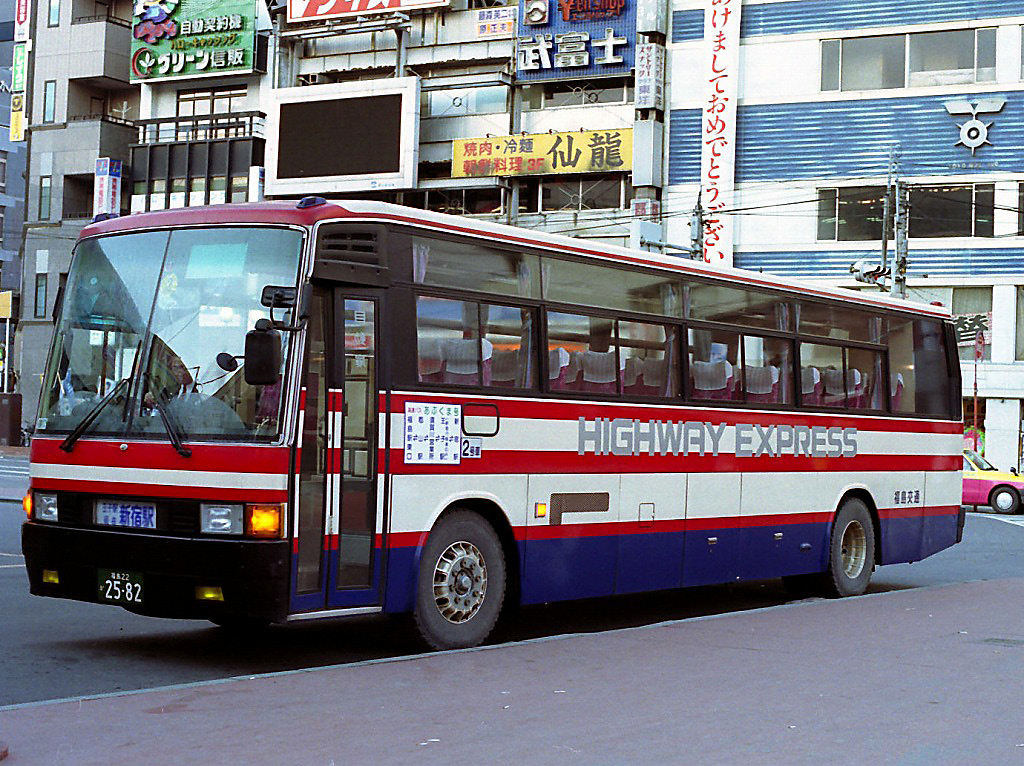
高速巴士（舊塗裝，來自JR巴士關東的車輛）P-MS725SA改（阿武隈號）
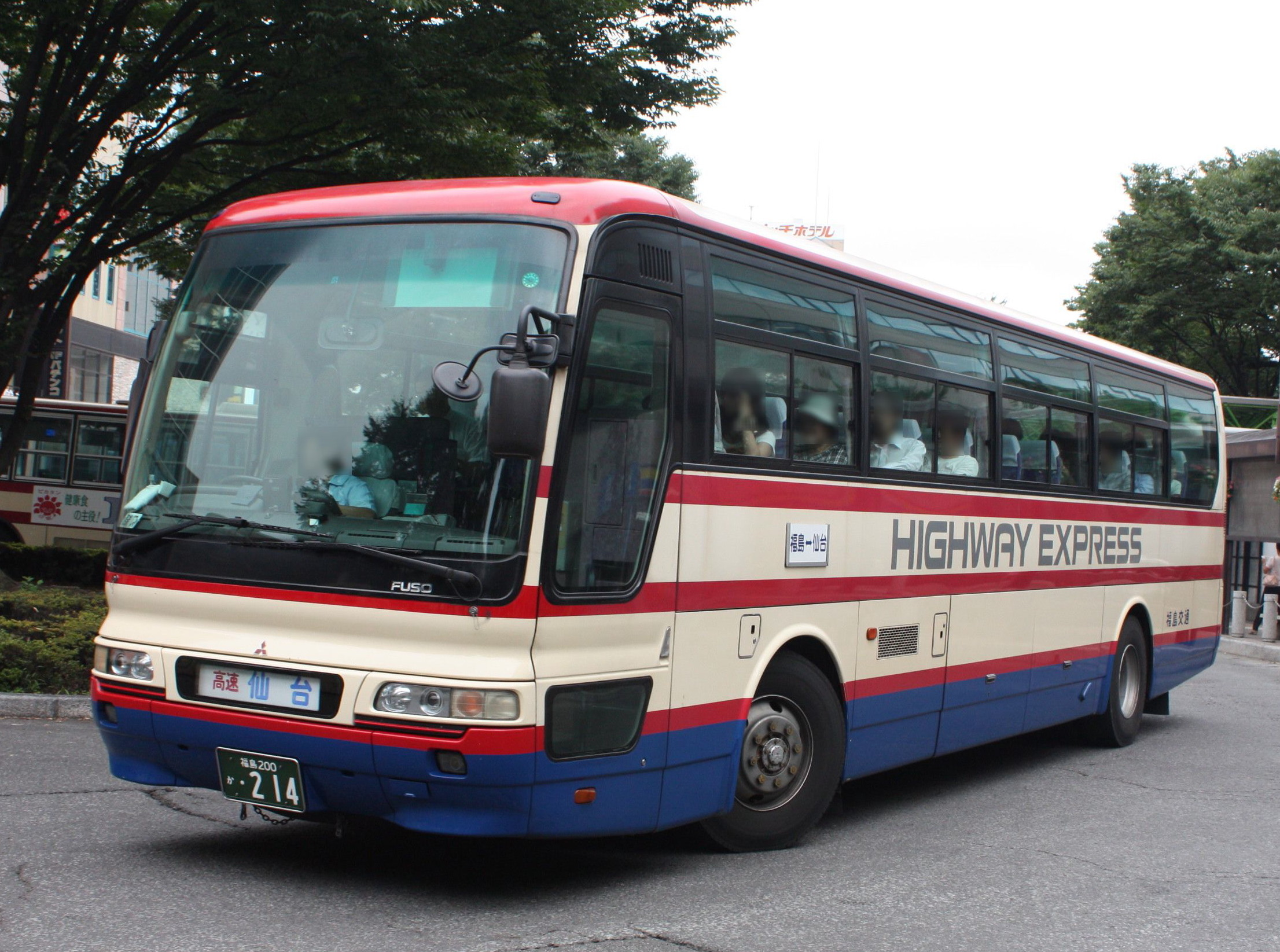
高速巴士（舊塗裝） KL-MS86MP（福島 - 仙台線））
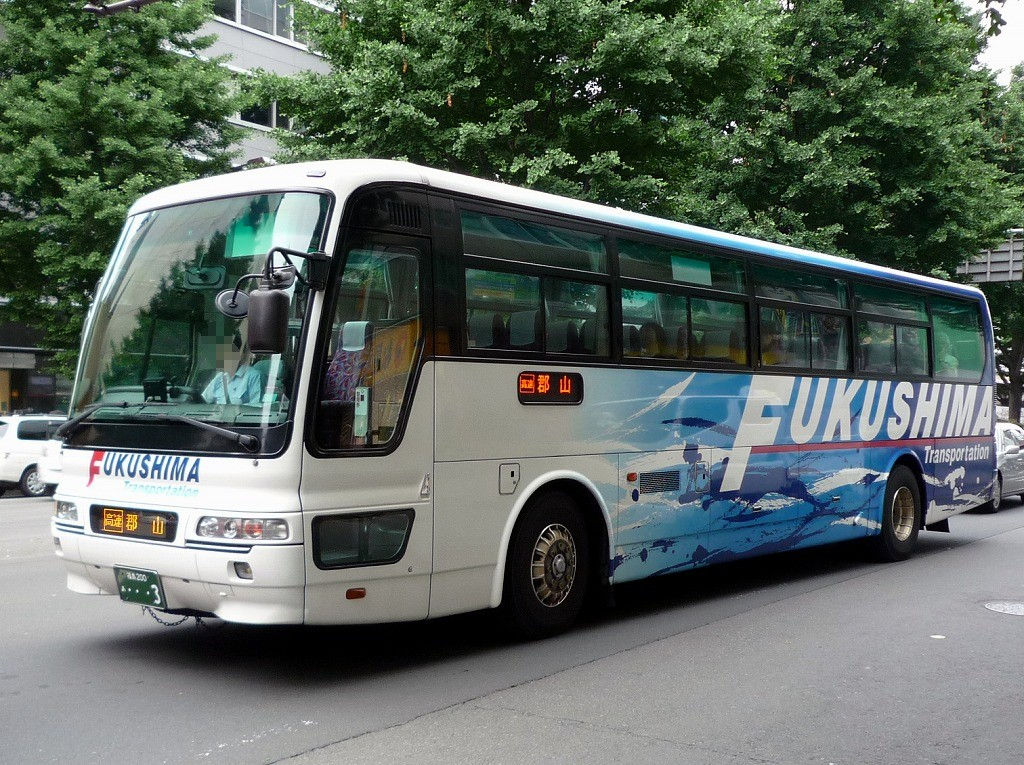
高速巴士（新塗裝） KL-MS86MP（郡山 - 仙台線）
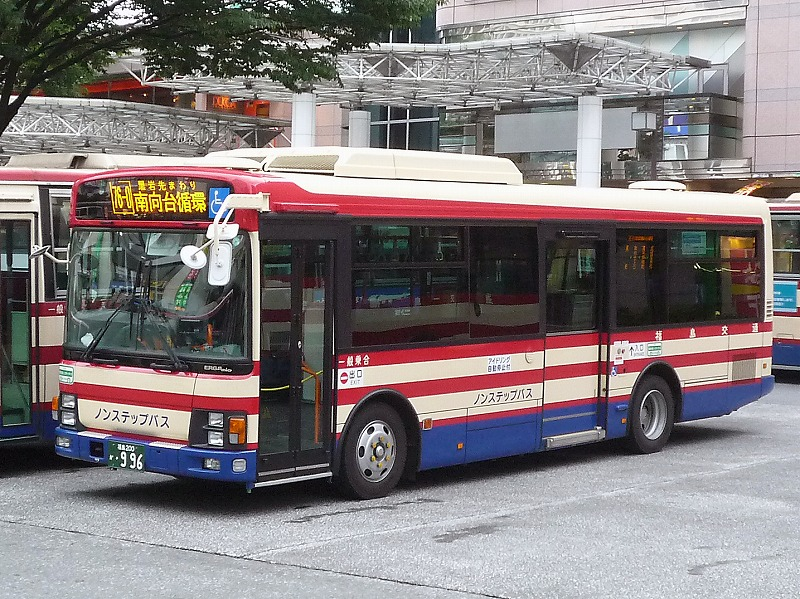
2009年首次引入五十鈴車輛（ERGA Mio（日语：いすゞ・エルガミオ），超低地台巴士）
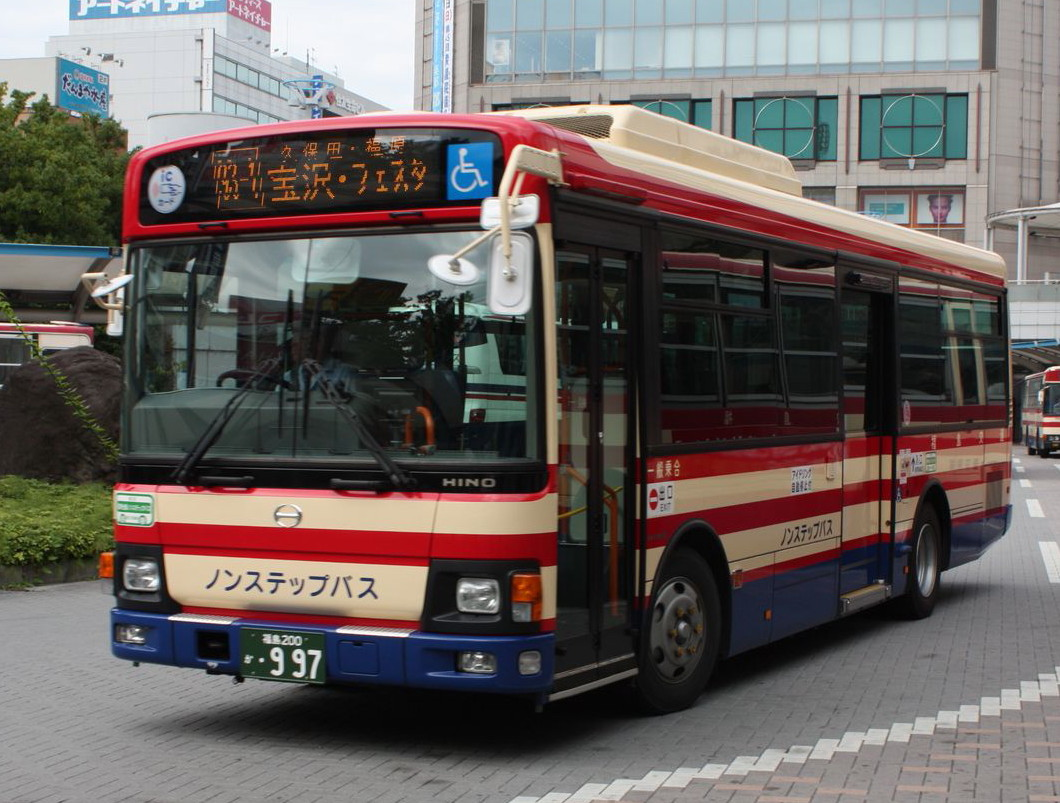
2009年首次引入的日野車輛（Rainbow II（日语：日野・レインボー#レインボーII），超低地台巴士）

## 主要營業所

### 鐵路
- 櫻水事務所 福島縣福島市笹谷字古屋前2番5號（福島交通飯坂線 櫻水站內）

### 巴士分社、營業所、出張所
- 福島分社（日语：福島交通福島支社） 福島縣福島市東濱町7番8號
- 相馬營業所（日语：福島交通相馬営業所） 福島縣相馬市中村字錦町1番3號
- 二本松營業所（日语：福島交通二本松営業所） 福島縣二本松市上竹一丁目167號
- 郡山分社（日语：福島交通郡山支社） 福島縣郡山市向河原町2番23號
- 須賀川營業所（日语：福島交通須賀川営業所） 福島県須賀川市台18號
- 白河營業所（日语：福島交通白河営業所） 福島縣白河市会津町78番5號
- 船引出張所（日语：福島交通船引出張所） 福島縣田村市船引町船引字西中子繩57號（從船引營業所降級）
- 石川出張所（日语：福島交通石川出張所） 福島縣石川郡石川町大字双里字七鍬石13番2號（從石川營業所降級）
- 東京營業所 東京都中央區京橋二丁目3番3號 華清大廈5樓
- 大阪營業所 大阪府大阪市北區中之島三丁目2番4號 朝日大廈6樓

#### 舊營業所、舊出張所
- 三春出張所（田村郡三春町）→在出張所廢止後賣出土地。遺址部分（工場、車廠）成為了民間汽車工場。而營業所建築物拆毀變成空地。
- 本宮出張所（本宮市） → 出張所廢止後把建築物拆毀，變成為巴士回轉處。在出張所廢止後長久以來成為「本宮營業所」巴士站，為郡山方向方向的巴士終點站。後來巴士站名稱改為「館町」。隨著巴士路線取消，巴士站也停用。巴士回轉處關閉並賣地。現時成為了Yellow Hat（日语：イエローハット）本宮戶崎店。
- 熱海出張所（郡山市熱海町（日语：熱海町 (福島県)）） → 成為郡山分社車廠。建築物拆毀並賣出土地。位於國道49號（日语：国道49号）太田熱海醫院一方。
- 原町營業所（南相馬市）→現時成為相馬營業所旗下車廠→後來車廠遷移和賣地。現時成為了FamilyMart原之町站前店。
- 梁川營業所（伊達市）→現在成為福島分社旗下的車廠。
- 小野出張所（日语：福島交通小野出張所）（田村郡小野町）→現在成為郡山分社旗下的車廠。
- 棚倉出張所（日语：福島交通棚倉出張所）（東白川郡棚倉町）→現在成為白河營業所旗下的車廠。
- 川俣出張所（日语：福島交通川俣出張所）（伊達郡川俣町）→現在成為福島分社旗下的車廠。

## 相關公司
- 福島交通觀光
- 福交整備 - 與福島交通都是更生公司。
- 福交電算系統
- 福交建設
- 福交·AD
- 福交保險服務
- 阿武隈急行 - 在啟用以來，一直設有競爭。但是福島交島擁有阿武隈急行的51%股份，為大股東（現時減少至20%）。在全線電氣化時候，有數十名福島交通員工轉至阿武隈急行。員工來自飯坂線的鐵路部門和路面電車（飯坂東線（日语：福島交通飯坂東線））的電車司機。在路面電車廢止後，職員有所變動。
- 東北觀光巴士 - 總部位於福島市內，主要設有包車事業。現時不再成為東北高等學校旗下子公司，成為學校法人南光学園的子公司，總部遷移至仙台市。福島的舊總部成為福島營業所。

## 東日本大震災後的臨時巴士
在2011年3月11日發生東日本大震災的影響下。在營業區域內的JR東日本各鐵路線均暫停服務。因此開設了臨時巴士，行走於主要都市之間。以下為運行路線和運行期間（如沒有年份標記，均指2011年）。
- 郡山站前 - 那須鹽原站（3月20日 - 4月11日）
  - 班次：1日7往返班次
- 福島 - 相馬（3月24日 - 12月14日） ※12月15日以後由「福島、靈山 - 相馬線」和「福島、川俁 - 原町線」運行。
  - 班次：1日4往返班次（3月24日 - 5月15日）→1日6往返班次（5月16日 - 12月14日）
  - 上落車處
    - 3月24日 - 5月15日：福島站東出口、福島市政廳入口、相馬市政廳前、相馬營業所、新地町公所（新地小川，3月27日起）
    - 5月16日 - ：福島站東出口、福島市政廳入口、相馬市政廳前、相馬營業所、鹿島（日语：鹿島町 (福島県)）四季彩、原町站前、南相馬市政廳
- 新白河 - 須賀川（3月24日 - 4月16日）
  - 班次：1日7往返班次
  - 上落車處：新白河站前 - 白河站前 - 泉崎站入口（※1） - 矢吹站入口 - 鏡石站入口（※1） - 須賀川站前
  - （※1）：兩站在3月30日起加停。
- 二本松站前 - 郡山站前（3月24日 - 4月4日）
  - 班次：1日4往返班次
- 相馬 - 仙台（日语：仙台 - 相馬線）（3月25日 - 。與宮城交通（日语：宮城交通）聯營）
  - 班次：1日4往返班次（各公司設有2往返班次）→1日8往返班次（各公司設有4往返班次。在2012年2月1日起） ※以後發展參見仙台 - 相馬線（日语：仙台 - 相馬線）。
  - 上落車處：相馬市政廳前 - 相馬營業所 - 新地町公所（新地小川，3月28日起） - 仙台站前（日语：仙台駅のバス乗り場）
- 郡山 - 盛岡（3月26日 - 5月22日。但是4月8日、4月9日和4月12日暫停服務。與岩手縣北巴士（日语：岩手県北自動車）聯營）
  - 班次：每日2往返班次（各公司1往返班次）
  - 上落車處：郡山站前 - 二本松巴士站（4月1日起） - 盛岡站西出口
- 二本松站前 - 福島站東口（直行班次。3月29日 - 4月4日）
  - 班次：1日1往返班次
- 伊達 - 仙台（3月30日 - 5月22日。與宮城交通聯營）
  - 班次：1日5往返班次（福交：3，宮交：2）
  - 上落車處：保原巴士中心 - 保原（日语：保原町）中央公民館（※1） - 梁川（日语：梁川町）中町（※1）- 梁川營業所 - 仙台站前
  - （※1）：兩站在5月1日起加停。
- 小野 - 船引（4月6日 - 4月12日。但是4月9日、4月10日暫停服務）
  - 班次：1日4往返班次（4月12日：增加小野→船引1班）
  - 上落車處：小野站前 - 神俁站前 - 菅谷站前 - 大越站前 - 常葉站前 - 船引站前
- 福島站東出口 - 盛岡站西出口（4月12日 - 5月22日。與岩手縣北巴士聯營）
  - 班次：1日2往返班次（各公司社1往返班次）

## 注腳
1. 1 2 3 4 5 6  . 福島交通株式会社.   [2020-06-11]. （原始内容存档于2021-03-02） （日语）.
2. ↑  鐵道統計年報平成29年度版 - 國土交通省
3. ↑  令和元年度鐵道要覽
4. 1 2 3  福交再生へ - 法的整理の内幕 想定外の債務超過 （页面存档备份，存于）（日語）（河北新報 2008年4月26日）
5. ↑  会社更生計画の認可決定のお知らせ[]（日語）（福島交通新聞稿 2009年2月3日）
6. ↑  銀座線や井の頭線…「稼げる路線」の共通点 （页面存档备份，存于）（日語）（東洋經濟Online 2018年5月18日）
7. ↑  . 交通新聞 (交通新聞社). 1994-11-02: 1 （日语）.
8. ↑  新型ICカード名称決定について[]（日語）（福島交通新聞 2010年9月10日。2010年9月11日參閲）
9. ↑  高速バス専用停留所『二本松バスストップ』を新設します[]（日語）（福島交通 2011年3月11日）
10. 1 2 3 4 5  . 株式会社 晃建設.   [2020-07-16]. （原始内容存档于2021-01-22） （日语）.
11. ↑  鉄道ピクトリアル 2015年4月のメモ帳 （页面存档备份，存于）（日語） - 電氣車研究會
12. ↑  福島交通飯坂線　ICカード「NORUCA」稼働開始のお知らせ （页面存档备份，存于）（日語） - 福島交通，2015年3月31日
13. ↑  平成29年4月1日より、乗合バスの路線並びに停留所の改変があります。PDF（日語） - 福島交通官方網站 2017年3月24日、2017年4月24日閲覧
14. ↑  . 福島交通. 2017-05-22  [2017-08-14]. （原始内容存档于2021-01-28） （日语）.
15. ↑  高速バス、空港リムジンバス、貸切バス車内で無料でご利用いただける「MICHINORI Free Wi-Fi」のサービスを提供いたします。 （页面存档备份，存于）（日語） 福島交通
16. ↑  . 福島交通. 2017-08-22  [2017-08-22]. （原始内容存档于2021-01-28） （日语）.
17. ↑  . 福島交通. 2019-03-06  [2019-03-10]. （原始内容存档于2021-01-22） （日语）.
18. ↑  . 福島交通. 2019-06-27  [2019-06-28]. （原始内容存档于2020-11-13） （日语）.
19. ↑  . 福島民友. 2019-10-25  [2019-10-26]. （原始内容存档于2019-10-26） （日语）.
20. 1 2  . 東京都総務局・東京都交通局. 2019-11-07  [2019-11-07]. （原始内容存档于2021-01-22） （日语）.
21. ↑  . 福島民報. 2019-11-08  [2019-12-11]. （原始内容存档于2019-12-11） （日语）.
22. ↑  . 福島交通. 2019-11-15  [2019-11-17]. （原始内容存档于2021-01-22） （日语）.
23. ↑  . 新常磐交通株式会社. 2019-11-19  [2019-11-30]. （原始内容存档于2021-01-21） （日语）.
24. ↑  . 福島交通. 2019-10-21  [2019-12-11]. （原始内容存档于2021-01-28） （日语）.
25. 1 2  . 福島交通. 2019-12-11  [2020-07-16]. （原始内容存档于2020-07-16） （日语）.
26. ↑  . 福島交通株式会社. 2020-06-16  [2020-06-21]. （原始内容存档于2020-06-22） （日语）.
27. ↑  . 福島民友新聞社.   [2018-11-30]. （原始内容存档于2018-11-30） （日语）.
28. ↑  福島交通官方網站
29. ↑  新着情報 郡山・宇都宮〜名古屋線を福島駅東口、二本松バスストップまで延伸いたします。 （页面存档备份，存于）（日語） - 福島交通、2016年9月26日
30. ↑  ＜名古屋行＞ （页面存档备份，存于）（日語） - 關東自動車，2016年9月28日參閲
31. ↑  11月1日（火）運行開始「名古屋 - 宇都宮・福島線」の開設について （页面存档备份，存于）（日語） - 名鐵巴士官方網站，2016年10月1日參閲
32. ↑  交通系ICカードの普及と設備投資の状況についてPDF（國土交通省）
33. ↑  新ICカード及び新運賃箱導入について （页面存档备份，存于）（日語）（福島交通新聞 2010年5月6日。2010年5月7日參閲）
34. ↑  福島交通バス新カード導入へ 運賃支払いで高い利便性目指す （页面存档备份，存于）（福島民報 2010年5月7日。2010年5月7日參閲覧）
35. ↑  学校指定および実習用通学定期券の発行手続きについて （页面存档备份，存于）（日語） - 福島交通

## 外部連結
- 福島交通 （页面存档备份，存于）（日語）（官方網站）
- Bus Gate （页面存档备份，存于）（日語）（福島交通的時間表、車票服務）